# シグ
シグ (SIG) は、スイス・シャフハウゼン州のノイウハウゼン・アム・ラインファル(Neuhausen am Rheinfall)に本社を置く工業製品メーカー。現在は飲料・食品向け紙容器の世界大手であり、30カ国以上に現地法人を持つ。正式社名はシググループ (SIG Group)。日本では、大日本印刷との合弁企業「株式会社DNP・SIG Combibloc」を設立している。スイス証券取引所上場企業（SIX: SIGN）。
同社の設立当初の社名はSchweizerische Industrie-Gesellschaftであり、その略称としてSIGが使われていたが、2001年にシグ（SIG）を正式社名とした。2007年にニュージーランドの投資家が率いるランクグループが買収、その後2014年にカナダの投資会社Onexの傘下となったが、2018年9月に株式の一部が売却され、株式公開企業となった。
過去には鉄道車両や銃器の製造を行っており、特に銃器のブランド名は、同社が製造から撤退した現在でも広く知られている。ここでは過去の製品を含め、それらの代表製品についても説明する。

## 現在の事業
現在の事業は、飲料や食品向け紙容器の製造・販売である。自社製品用の作業機械製造に端を発し、モーター、電子制御などの業種の買収、売却を繰り返し、最終的に包装容器製造事業に特化した。
1989年にドイツの企業PKLフェアパッキングシステムを買収し飲料包装事業に参入。1998年にSIGパッケージングシステムPKLからSIG Combiblocに改称。2000年に包装機械事業への集中を決定した。2008年にペットボトル製造関連事業をドイツの企業ザルツギッターに売却し、以後、紙製無菌包装容器の製造に集中している。
2016年、大日本印刷と日本市場における飲料・食品用紙容器事業で協業することに合意、2018年4月、大日本印刷との合弁企業「株式会社DNP・SIG Combibloc」（出資割合は各50％）を東京に設立した。

## 沿革
1853年に鉄道の客車製造業として創業。その後、業務拡大により機械製造、武器製造も手がけたが、関連外の事業の大半を売却した。
2000年に銃器部門のすべての事業を売却したためSIGシリーズの名は買収者が新たに設立したスイスアームズ・ノイハウゼン（SWISS ARMS Neuhausen）に引き継がれた。傘下のザウエル&ゾーン（1976年買収）ブレーザー（1997年買収）も買収者に引き継がれ、武器製造事業から完全に撤退した。

### 過去の各事業
FIAT-SIG
鉄道客車製造。1995年にイタリアの企業フィアット社に鉄道客車製造事業を売却後設立。株主として経営に参画していたが、2000年にフランスの企業アルストムに全保有株式を売却した。
SIG Positec
産業用機器製造。1989年に買収したドイツの企業ポジテックエレクトロニックを母体に1998年設立。2000年にフランスの企業エレクトリックシュナイダーに売却した。
SIGARMS
銃器販売製造。1985年に設立した銃器部門のアメリカ現地法人。2000年にドイツ人投資家に売却後はスイスアームズ傘下となっている。2007年に「SIG Sauer」に改称。
SIG Corpoplast
PETボトル成型機器製造。2000年にドイツの企業クルップ・クンストシュトッフテヒニクを買収し設立。2008年にドイツの企業ザルツギッターに売却した。

### 鉄道車両
創業当時からの主力事業だったが、1995年にイタリアのフィアットグループの鉄道事業会社FIAT FERROVIARIAに売却。売却後はフィアット傘下となったFIAT-SIG ikariya 
Biorante の株式を保有していたが2000年に全保有株式を売却、現在は完全に事業から撤退している。撤退前、一時期トーションバーを採用したSIG式台車を日本車輌製造がライセンス生産していた。
2002年にフランスのアルストムによるFIAT FERROVIARIA買収に伴いFIAT-SIGはALSTOM Schienenfahrzeugeに改称している。FIAT-SIGの製品はスイス連邦鉄道に採用実績がある。

### 銃器
1860年から製造を開始。ヘンメリ、ザウエル&ゾーン、ブレーザーの各社を買収。
1985年にアメリカ合衆国に現地法人「SIGARMS」（現SIG Sauer）を設立。
2000年に銃器製造に関する事業を売却。現在は完全に事業から撤退。

#### SWISS ARMS
2000年にシグから銃器部門を買収した投資家が設立した会社。「SIG」「SIG SAUER」の権利も引き継いでいる。
2007年10月1日にアメリカ現地法人「SIGARMS」を「SIG Sauer」に改称した。

##### SIGシリーズ
SIGシリーズはシグ社の銃器部門の製品で、独自ブランドの「SIG」とザウエル&ゾーンと共同開発した「SIG SAUER」がある。モーゼルのピストル「Mauser M2」はシグアームズ（SIGARMS：1985年設立のアメリカ現地法人）のカスタムモデルであり、ライフル「Mauser M98」はライセンス生産品であるため「SIGシリーズ」と見做されることがある。
代表的な銃器

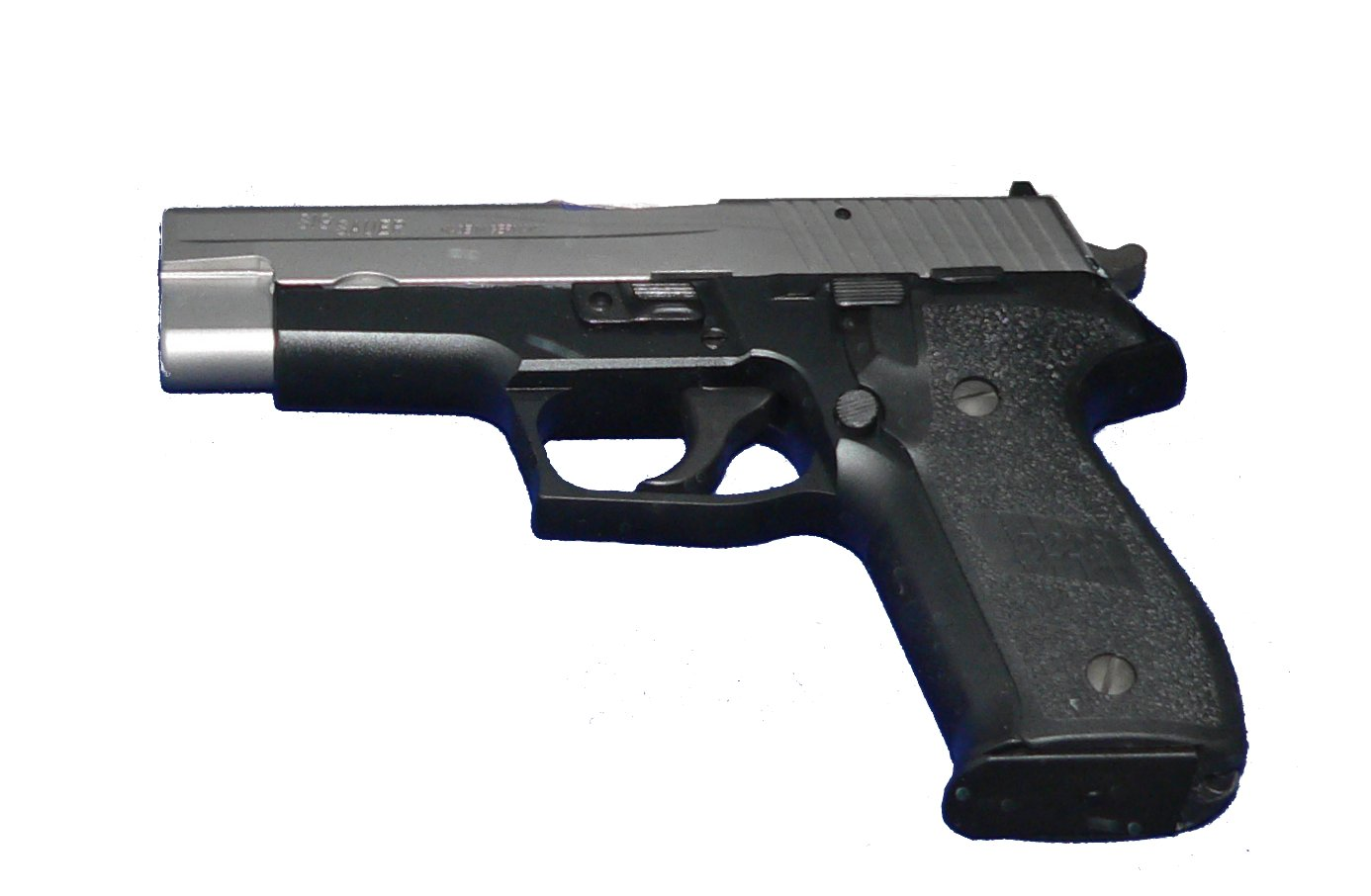
P226

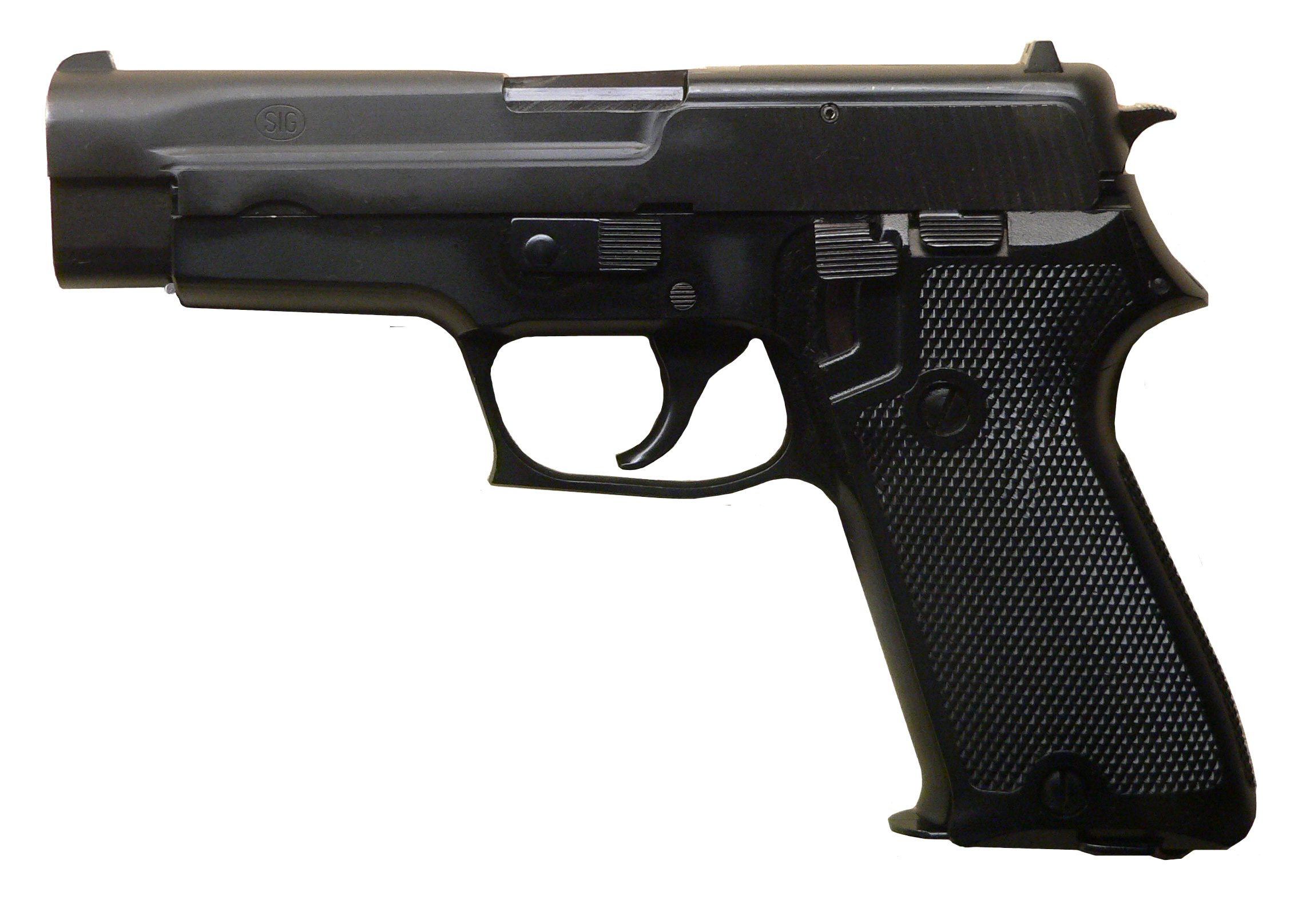
P220

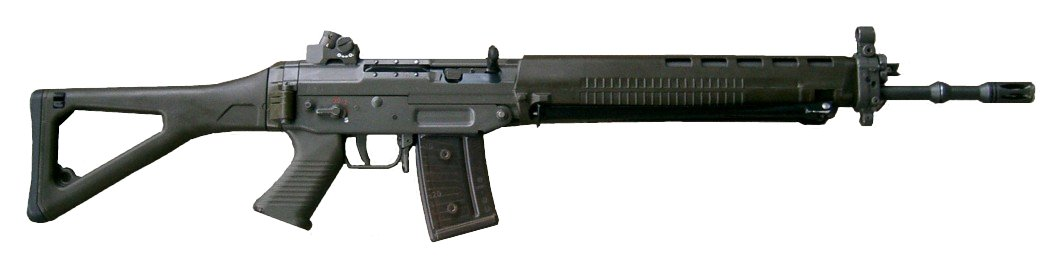
SG550

契約上シグの名称は「SIG シリーズ」「シグアームズ」に残っているが、シググループとの資本関係は存在していない。以下この項目はスイスアームズのSIGシリーズについて記載する。
拳銃
- P210
- P220
- P224
- P226
- P230
- P238
- P239
- P290
- SIG モスキート
- SP47

短機関銃
- M1920
- SIG MKMS
- MP 41
- MP 48
- MP 320

小銃
- SK46
- モンドラゴンM1908（M1917）
- SG510
- SG530
- SG540
- SG550
- SG551
- SG552
- SG553-2 - SG552の銃身延長バージョン
- SIG SG750 SAPR - 7.62mm NATO弾使用のSG550,ブリュッガー&トーメ社（B&T）との合作
- R93 - 狙撃銃
- S 202
- S 303
- STR 200 - 狙撃銃
- SSG-2000 - 狙撃銃
- SSG-3000 - 狙撃銃
- SIG 50 - 50口径対物狙撃銃
- SAN511 - 50口径対物狙撃銃

擲弾発射器
- GLG40
- GL5040 - SG550用アンダー・バレル・グレネードランチャー
- GL5140 - SG551用アンダー・バレル・グレネードランチャー
- GL5340 - SG553-2用アンダー・バレル・グレネードランチャー

機関銃
- MG710（MG50）
- KE7